# Акаев, Абусуфьян Акай-Кадиевич
Акаев Абусуфьян Акай-Кадиевич (1872, с. Нижнее Казанище, Дагестанская область — 1931) — учёный богослов, поэт, издатель и один из основателей первой исламской типографии в Темир-хан-Шуре.

## Биография

### Становление
Родился в селе Нижнее Казанище Темир-хан-Шуринского округа Дагестанской области в семье исламского поэта Акая-кади Арсланбекова (1829—1904). По национальности кумык. Учился в исламском медресе сначала в родном селе, затем — в Тарках, Нижнем Дженгутае, Темир-хан-Шуре. Изучал арабскую грамматику, юриспруденцию, хадис, риторику, логику и другие религиозные и светские науки. Высшее исламское образование получил Согратле, где учился 6 лет, там же сблизился с будущим основоположником печатного производства Магомед-Мирзой Мавраевым. В возрасте 28 лет написал первую свою рукописную книгу о логике «Хавлят ал усул» на арабском языке.

### Издательская деятельность
В 1902 году выехал с Мавраевым в Крым для изучения типографского дела и устроился наборщиками в известную типографию Исмаила Гаспринского.
В 1903 году в Бахчисарае издал первую свою печатную книгу «Сафинат ан-наджат» (Корабль спасения). В 1904 году в Порт-Петровске выходит его книга на кумыкском языке — «Лёгкий календарь на сто лет и интересные сведения». После возврашения из Казани, посетил в городке Каргалы, под Оренбургом, известного учёного Фатих-эфенди Каримова, он изучил арифметику, геометрию и другие математические науки, а также новый метод обучения арабского языка «усул джадиде», как пишет он в своей автобиографии: «По возврашении на родину я обучил около ста детей по новому методу(„усул джадиде“), обучил ещё других преподавателей, я приложил усилия и старания для распространения новометодной системы». 
В 1905 году выезжает в Стамбул, затем в Каир, там издает несколько статей в каирской газете, там же видные арабские учёные Саид Мухаммад Рашид Риза и Рафик-бег аль Азма, пишут в каирской газете статью про Акаева под названием «Возрождение дагестанцев». 
В 1907 году Магомед-Мирза Мавраев в Темир-хан-Шуре открыл первую на Северном Кавказе исламскую типографию, где главным редактором и основным издателем становится Абусуфьян Акаев. Их совместная деятельность на благо просвещения дагестанских народов приносит им колоссальный успех не только в России, но и за рубежом. В период с 1913 по 1914 годы Акаев издаёт «Аджам фараид», «Янги мавлид», «Дуа маждму», «Жаграфия» (география), «Ильм-хисаб» (арифметика), «Къылыкъ китап» (этика), «Гиччи и уллу тажвид», для изучения арабского языка. Все эти книги он издал, для мактабов при мечетях для обучения детей не только по религиозным наукам, но и светским.
Помимо родного кумыкского языка, он в совершенстве владел арабским, персидским, азербайджанским, татарским и крымскотатарским, знал и говорил по-аварски, лакски, даргински, чеченски, не плохо изъяснялся и по-русски. На многие эти языки он издавал словари, один из них «Суллам ан лиссан» (лестница языков). Издавал и переводы на местные языки многих классиков персидской и тюркской поэзии, исламской литературы. Из воспоминаний Абусуфьяна: «В тот период одна категория учёных выступила против нас, говоря будто создание книг на не арабском (аджам) языке является вещью запретной и недопустимой (харам), а писать стихи и тому подобное, было по их мнению, великим грехом. Тем не менее мы хладнокровно отнеслись ко всем таким словам».
За всю свою творческую жизнь Абусуфьян Акаев издал более 50 печатных книг на арабском, на кумыкском, на аварском и др. языках. Сотни публикаций в газетах и журналах. Некоторые изданные им книги: «Сафинат наджад», «аль-Хай а аль- Исламийа», «Хамсат-алсина» — пятиязычный словарь, «Китап жан Расул». 

### Революция и гражданская война
Февральскую революцию 1917 года Акаев, как и многое прогрессивно настроенная общественность, встретил с воодушевлением, в эти годы он активно работал и внёс свой вклад в политико-общественную среду Дагестана.
В апреле 1917 года по инициативе Акаева, Исмаилова Мустафа-Кади и других в Темир-хан-Шуре был создан исламский комитет «Джамиятуль исламия» («Исламское общество»). Программа комитета — возрождение ислама и решение проблем мусульман мирными без гражданской войны методами. В сентябре 1917 года он стал одним из создателей и активным членом религиозного и общественно-политического «Милли комитета» («национальный комитет»).
В 1918 году его симпатии оказались на стороне социалистов, так, в газете «Ишчи халкъ» («трудовой народ») он пишет статьи с разъяснениями пролетариату, кто такие социалисты, призывает население поддержать их стремление избавить трудовой народ от тяжёлого гнёта беков и богатых. В его доме в Нижнем Казанище нередко проходили подпольные заседания во главе с Уллубием Буйнакским, Джемалуддином Коркмасовым. Не раз он скрывал их и других подпольшиков от преследований их политических противников, главным из которых был старшина села, помещик Джалав Тонаев.
В сентябре 1918 года в Дагестан вошли отряды генерала Бичерахова. Группа социалистов Коркмасова ушло в подполье. В октябре в Темир-хан-Шуре Абусуфьян был арестован по приказу князя Нух-Бека Тарковского, он находился под стражей при штабе Тарковского.
После установления советской власти в Дагестане продолжал верить, что социалисты создадут демократическое государство, в мае 1920 года на траурном митинге, посвящённым похоронам жертв борьбы (Буйнакскому, Дахадаеву, Казбекову, Саидову) выступил с речью: «Вы ушли из этого мира, не увидев того, к чему стремились, но народ этого уже достиг…». Позже в своих воспоминаниях в 1925 году, он написал «Мы, учёные-арабисты, в том числе и я в своё время, в 1918 году, присоединились к социалистам, полагая, что они будут и в дальнейшем проводить политику свободы религии и шариата. А когда поняли, что это не так, то отошли. Я никогда против религии и шариата не был и не буду». После смерти Ленина уже во второй половине 20-х ситуация в стране стала заметно меняться.

### В первые годы Советской власти
Поняв, что со стороны большевики ведут агитацию против ислама, шариата и мусульманского духовенства, Акаев с другими религиозными лицами в 1924 году создаёт «Дини комитет» («религиозный комитет») для противостояние методам влияния большевиков на население. В этот период он и его единомышленники часто, иногда тайно проводят собрания, для выработки тактики борьбы. В 1927-1929 годах со стороны советской власти начались повальные аресты представителей мусульманского духовенства, везде закрывались мечети, медресе, и другие очаги религии, многих расстреливали или отправляли в Сибирь без суда и следствия. Всё это его сильно возмущало, его выступления против властей нарастали, он сожалел, что в своё время помогал большевикам и способствовал им в становлении и укреплении советской власти в Дагестане. В июне 1929 года он и многие его соратники были арестованы. Приговорен к 10 годам лишения свободы, отбывал наказание в Котласлаге, умер в конце 1931 года во время отбытия наказания. Реабилитирован 15 апреля 1960 года. 

## Примечание
1. ↑  Кумыкский мир. Акаев А. Автобиография.
2. ↑  Islamdag.ru/ Философ, суфий, поэт,..
3. ↑  Литературное и научное наследие Абусуфьяна Акаева: Сборник статей и материалов / отв. ред. А. Р. Шихсаидов, Г. М.-Р. Оразаев. — Махачкала, 1992. — С. 105.